# Seligeria careyana
Seligeria careyana là một loài rêu trong họ Seligeriaceae. Loài này được Vitt & W.B. Schofield mô tả khoa học đầu tiên năm 1976.